# Ватикано-мексиканские отношения
Ватикано-мексиканские отношения — двусторонние дипломатические отношения между Ватиканом и Мексикой. В 1904 году Ватикан назначил нунция постоянным представителем в Мексике. В 1992 году Ватикан и Мексика открыли постоянные дипломатические представительства. По состоянию на 1990 год около 90 процентов из 86 миллионов населения Мексики считали себя католиками. В настоящее время архиепископ Франко Коппола является апостольским нунцием Святого Престола в Мексике.

## История
Мексика и Ватикан разорвали дипломатические отношения после того, как президент Мексики Бенито Хуарес конфисковал церковную собственность между 1856 и 1861 годами. Бенито Хуарес распустил религиозные ордена и распорядился отделить церковь и государство в новой Конституции Мексики. Некоторые полномочия католической церкви были восстановлены во время правления президента Мексики Порфирио Диасом.
В 1926 году президент Плутарко Элиас Кальес, атеист и лидер правящей Институционно-революционной партии, принял Закон о Каллесе, который предписывал изъять всю частную собственность церквей, закрыть церкви, которые не были зарегистрированы в государстве, и запрещал священнослужителям занимать государственные должности. Закон был непопулярным, и протестующие из сельских районов боролись против мексиканских войск во время Восстании кристерос. После окончания войны в 1929 году президент Эмилио Портес Хиль постановил, что Закон о Каллесе оставался принятым, но при этом не действовал, в обмен на прекращение военных действий. В 1992 году, спустя более 130 лет, правительство Мексики возобновило официальные дипломатические отношения со Святым Престолом и восстановило права римско-католической церкви в Мексике.
В 2016 году папа римский Франциск был впервые в истории приглашён в Национальный дворец Мексики. После возвращения из Мексики папа римский Франциск заявил, что выступает против строительства Американо-мексиканской стены.

## Дипломатические представительства
- У Ватикана есть апостольская нунциатура в Мехико[5].
- У Мексики имеется посольство в Риме, представляющее интересы страны в Ватикане[6].